# 2020년 하계 올림픽 가라테 남자 카타
2020년 하계 올림픽의 가라테 남자 카타 종목은 8월 6일에 일본 도쿄도 일본 무도관에서 열렸다. 일본의 기유나 료가 금메달을 획득했다.

## 경기장
2020년 하계 올림픽 가라테 남자 카타 경기는 개최 도시인 도쿄에 있는 일본 무도관에서 경기가 열렸다.
| 도시 | 경기장      | 비고    |
| ---- | ----------- | ------- |
| 도쿄 | 일본 무도관 | 전 경기 |

## 경기 방식
카타 종목에서는 총 7명의 심판이 선수의 품새를 보고, 기술점수와 운동점수를 각각 최소 5.0점에서 최고 10.0점까지 0.2점 단위로 매겨 평가하게 된다. 각 심판 때마다 제시되는 7인의 평가에서 최고점수 두 개와 최저점수 두 개를 제하고 나머지 점수를 최종점수에 추가하게 되는데, 이때 기술점수 70%, 운동점수 30%의 비율로 반영된다. 점수가 동률인 상황이 발생하면 그 선수들은 카타를 추가 선택해 평가받을 수 있다.
기술점수 평가에는 총 7개 기준이 적용된다. 자세, 테크닉, 연속동작, 타이밍, 호흡법, 초점과 정확도 등이다. 운동점수에는 총 3개 기준이 적용되는데 힘과 스피드, 균형이다.
11명의 선수들은 5명또는 6명으로 조편성된다. 각 조에서 선수들은 카타를 2번하며 평균점수가 높은 상위 3명에게 랭킹 라운드 진출권이 주어진다. 랭킹 라운드에서는 1번 카타를 진행하며 조 1위는 결승전에 진출한다. A조2위는 B조3위와, A조3위는 B조2위와 동메달 결정전을 한다. 결승전에서 우승한 선수와 패배한 선수에게 금메달과 은메달을 동메달 결정전에서 승리한 2명의 선수에게는 동메달이 수여된다.

## 경기일정
경기 시간은 일본 표준시 (UTC+9) 기준이다.
| 날짜                  | 시간  | 종목          |
| --------------------- | ----- | ------------- |
| 2021년 8월 6일 금요일 | 10:00 | 조별 예선     |
| 2021년 8월 6일 금요일 | 11:33 | 랭킹 라운드   |
| 2021년 8월 6일 금요일 | 19:30 | 동메달 결정전 |
| 2021년 8월 6일 금요일 | 19:50 | 결승전        |

## 결과

### 조별 예선 및 랭킹 라운드
A조
| 선수                    | 1차시도 | 2차시도 | 평균점수 | 순위 | 3차시도   | 순위      | 진출여부           |
| ----------------------- | ------- | ------- | -------- | ---- | --------- | --------- | ------------------ |
| 다미안 킨테로 (ESP)     | 27.34   | 27.40   | 27.37    | 1 Q  | 27.28     | 1 Q       | 결승전진출         |
| 애리얼 토레스 (USA)     | 26.40   | 25.98   | 26.19    | 2 Q  | 26.46     | 2 q       | 동메달 결정전 진출 |
| 박희준 (KOR)            | 25.72   | 25.52   | 25.62    | 3 Q  | 25.98     | 3 q       | 동메달 결정전 진출 |
| 일자 스모거너 (GER)     | 25.02   | 24.10   | 24.56    | 4    | 진출 실패 | 진출 실패 | 진출 실패          |
| 모하마드 알모사위 (KUW) | 24.32   | 24.24   | 24.28    | 5    | 진출 실패 | 진출 실패 | 진출 실패          |

B조
| 선수                  | 1차시도 | 2차시도 | 평균점수 | 순위 | 3차시도  | 순위     | 진출여부           |
| --------------------- | ------- | ------- | -------- | ---- | -------- | -------- | ------------------ |
| 기유나 료 (JPN)       | 28.26   | 28.40   | 28.33    | 1 Q  | 28.72    | 1 Q      | 결승전진출         |
| 알리 소푸올루 (TUR)   | 27.00   | 27.28   | 27.14    | 2 Q  | 27.32    | 2 q      | 동메달 결정전 진출 |
| 안토니오 디아즈 (VEN) | 25.74   | 26.40   | 26.07    | 3 Q  | 26.28    | 3 q      | 동메달 결정전 진출 |
| 마티아 부사토 (ITA)   | 25.08   | 25.92   | 25.50    | 4    | 진출실패 | 진출실패 | 진출실패           |
| 왕이다 (TPE)          | 25.00   | 24.94   | 24.97    | 5    | 진출실패 | 진출실패 | 진출실패           |
| 와엘 슈엡 (EOR)       | 23.20   | 23.40   | 23.30    | 6    | 진출실패 | 진출실패 | 진출실패           |

### 동메달 결정전
| 8월 6일 19:30 | 애리얼 토레스 (USA) | 26.72–26.34 | 안토니오 디아즈 (VEN) | 일본무도관 |

| 8월 6일 19:40 | 박희준 (KOR) | 26.14–27.26 | 알리 소푸올루 (TUR) | 일본무도관 |

### 결승전
| 8월 6일 19:50 | 다미안 킨테로 (ESP) | 27.66–28.72 | 기유나 료 (JPN) | 일본무도관 |

## 메달리스트
| 종목      | 금               | 은                     | 동                       |
| --------- | ---------------- | ---------------------- | ------------------------ |
| 남자 카타 | 기유나 료 · 일본 | 다미안 킨테로 · 스페인 | 애리얼 토레스 · 미국     |
| 남자 카타 | 기유나 료 · 일본 | 다미안 킨테로 · 스페인 | 알리 소푸올루 · 튀르키예 |